# Musse Pigg som dirigent
Musse Pigg som dirigent (engelska: Blue Rhythm) är en amerikansk animerad kortfilm med Musse Pigg från 1931.

## Handling
Musse Pigg spelar på en sång på piano som Mimmi Pigg sjunger till. Sedan spelar ett band samtidigt som de spelar och sjunger. Bandet består av bland annat Pluto på trombon, Klasse på slagverk och Klarabella på bas.

## Om filmen
Filmen är den 31:a Musse Pigg-kortfilmen som producerades och den sjunde som lanserades år 1931.
Filmen hade svensk premiär den 1 december 1932 på biografen London i Stockholm.

## Rollista
- Walt Disney – Musse Pigg
- Marcellite Garner – Mimmi Pigg[6]